# Лысица (Нижегородская область)
Лысица — деревня в составе Чащихинского сельсовета Краснобаковского района Нижегородской области.
Располагается на правом берегу реки Ветлуги.

## Население
По данным на 1999 год, численность населения составляла 101 чел.
| 2002 | 2010 |
| ---- | ---- |
| 95   | ↘87  |